# نووبلسکویه
نووبلسکویه (انگلیسی: Novobelskoye) یک شهرک در شهرستان بلورتسکی باشقیرستان کشور روسیه است.